# Lucy Booth-Hellberg

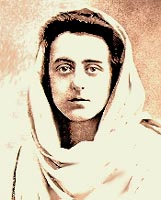
Lucy Booth-Hellberg under sin tid i Indien

Lucy Milward Booth-Hellberg, född 28 april 1868, död 18 juli 1953 var William Booths yngsta barn och femte dotter. Hon gifte sig 18 oktober 1894 med svensken Emanuel Hellberg (född 1864, död 1909). Makarna Booth-Hellberg ledde Frälsningsarméns arbete i Indien till och med 1896, därefter var de ansvariga för arbetet i Frankrike och Schweiz och efter makens död var Lucy ledare för FA i Danmark, Norge och innan hon pensionerades 1934 i Sydamerika. Hon tilldelades Grundläggarens orden för sitt arbete i FA.
Deras fem barn hette Emma, Eva, Mildred, Daniel och Ebba Mary. Det var bara Mildred som uppnådde vuxen ålder (fru Mildred Larenius, chef för NK:s reklamationsbyrå i Stockholm).